# 二百十日 (小説)
『二百十日』は、夏目漱石の中篇小説である。1906年（明治39年）10月、雑誌『中央公論』に発表され、その年12月、『鶉籠』に収録されて出版された。

## 内容
阿蘇山に登る、2人の青年、圭さんと碌さんの2人の会話体で終始する小説である。語られるのはビールや半熟卵を知らない宿の女とのやり取り(関連項目参照)や、道すがらの鍛冶屋の様子などの瑣末な話題の中に、チャールズ・ディケンズの『二都物語』などに唐突に言及しながら、華族や金持ちに対する圭さんの慷慨が語られる。
2人は阿蘇の各地を巡ったあと、いよいよ阿蘇山に登ろうとするが、二百十日の嵐に出くわし道に迷い、目的を果たせぬまま宿場に舞い戻ってしまった。翌朝2人は、いつか華族や金持ちを打ち倒すことと、阿蘇山への再挑戦を誓うのだった。
漱石の小説としてはあまり論じられることのない小品である。

## 漱石の実体験
夏目漱石は、熊本での教師時代に、友人ので同僚の山川信次郎とともに阿蘇に登山した経験がある。1899年8月29日から9月2日にかけ阿蘇各地をめぐり、その中で9月1日には登頂を試みたが、嵐に遭い断念した。
『二百十日』はこの体験に取材しており、圭さんは漱石自身がモデルであるとされる。

## 二百十日の日付
「二百十日」とは立春から210日目（209日後）の日で、年により異なるが8月31日から9月2日までの間である。天候が荒れやすいという伝承がある。
作中では9月2日が二百十日であり、これは1906年の二百十日と一致する。なお、漱石が実際に嵐に遭ったのは1899年9月1日で日付は異なるが、この日も二百十日だった。

## 碑など
小説に登場する（厳密には、登場人物により語られるだけだが）寺のモデルとされる阿蘇市小里の明行寺には、『二百十日』の文学碑が建つ。
漱石が通った登山道には、「小説二百十日道跡案内」や『二百十日』文学碑などが建つ。
漱石が宿泊した阿蘇市内牧の養神亭（のちにホテル山王閣）跡には、『二百十日』文学碑のほか、漱石像や、漱石が泊まった部屋を移築保存した夏目漱石記念館が建つ。毎年二百十日には漱石祭が開かれる。